# 斯科特·皮特森
斯科特·李·皮特森 （Scott Lee Peterson，1972年10月24日—）是美国前肥料推销员，2002年被指控谋杀怀孕8个月的妻子蕾西皮特森，2003年被判处注射死刑，成为加州第644位等待执行死刑的囚犯，多数死刑囚犯等待执行的时间在20年以上。

## 早年生活和婚姻
斯科特·李·彼得森1972年10月24日出生于加利福尼亚州圣地亚哥的夏科科罗纳多医院，父亲是一名包装业务的商人李·亚瑟·彼得森，母亲杰奎琳“杰基”海伦·拉瑟姆在加利福尼亚州的拉霍亚经营一家精品店，名为The Put On。他的父母都离过婚，并各自有孩子，斯科特是父母共同生的独子。

## 轰动美国
本案自2002年圣诞节前夕案发以来，引发全美社会大众的普遍关注，在警方办案期间总计接到超过1万余通提供报案线索的电话，更有多达百位民众自愿加入寻找被害人下落的工作，而协助加州莫德斯多警方的办案单位有90个。凶手斯科特婚外情的女主角安柏弗瑞（Amber Frey）后来被蕾西的家人感动，登上法庭证人席，揭露斯科特的花言巧语以及为人的阴暗面。一度任职模特儿的弗瑞，并且亲笔完成一本厚达210页的书《证人》（Witness）。提供大众从个人角度认识这宗10年来美国社会情节最重大的犯罪故事。《证人》一书的售价为25.95美元，2005年1月7日登上亚马逊与巴恩斯连锁书局（Barnes Bookstore）的畅销书排行榜第2名。
2021年9月22日，加州高级法院法官安妮·克里斯汀·马苏洛安排皮特森在11月被重新判处终身监禁，不得假释。

## 延伸阅读
- Lee, Henry C.; Labriola, Jerry. . Amherst, New York: Prometheus Books. 2006. ISBN 1-59102-409-9.
- Thomas, Donna.  3rd. Duj Pepperman Enterprises. December 2007. ISBN 978-0978572884.